# Ијас ибн Кабишах ел Таи
Ијас ибн Кабишах ел Таи је био сасанидски гувернер Ал-Хире у периоду од 602. до 617. — он је био ко-гувернер града заједно са персијским племићем Нахираганом. Они су наследили последњег лахмидског владара Ал-Хире, Ел Нумана III ибн ел Мундира, након што га је срушио краљ Хозроје II (в. 590-628). На власти их је даље наследио Азадбех 617. године.